# Żyraków (gemeente)
De gemeente Żyraków is een landgemeente in het Poolse woiwodschap Subkarpaten, in powiat Dębicki.
De zetel van de gemeente is in Żyraków.
Op 30 juni 2004 telde de gemeente 13.214 inwoners.

## Oppervlaktegegevens
In 2002 bedroeg de totale oppervlakte van gemeente Żyraków 110,29 km², waarvan:
- agrarisch gebied: 82%
- bossen: 9%

De gemeente beslaat 14,21% van de totale oppervlakte van de powiat.

## Demografie
Stand op 30 juni 2004:
| Omschrijving                   | Totaal | Totaal | Vrouwen | Vrouwen | Mannen | Mannen |
| ------------------------------ | ------ | ------ | ------- | ------- | ------ | ------ |
| eenheid                        | aantal | %      | aantal  | %       | aantal | %      |
| inwoners                       | 13.214 | 100    | 6619    | 50,1    | 6595   | 49,9   |
| bevolkingsdichtheid (inw./km²) | 119,8  | 119,8  | 60      | 60      | 59,8   | 59,8   |

In 2002 bedroeg het gemiddelde inkomen per inwoner 1176,18 zł.

## Administratieve plaatsen (sołectwo)
Bobrowa, Bobrowa Wola, Góra Motyczna, Korzeniów, Mokre, Nagoszyn, Straszęcin, Wiewiórka, Wola Wielka, Wola Żyrakowska, Zasów, Zawierzbie, Żyraków.

## Aangrenzende gemeenten
Czarna, Dębica, Przecław, Radomyśl Wielki